# Skokomish
Pour l’article homonyme, voir Skokomish (Washington).

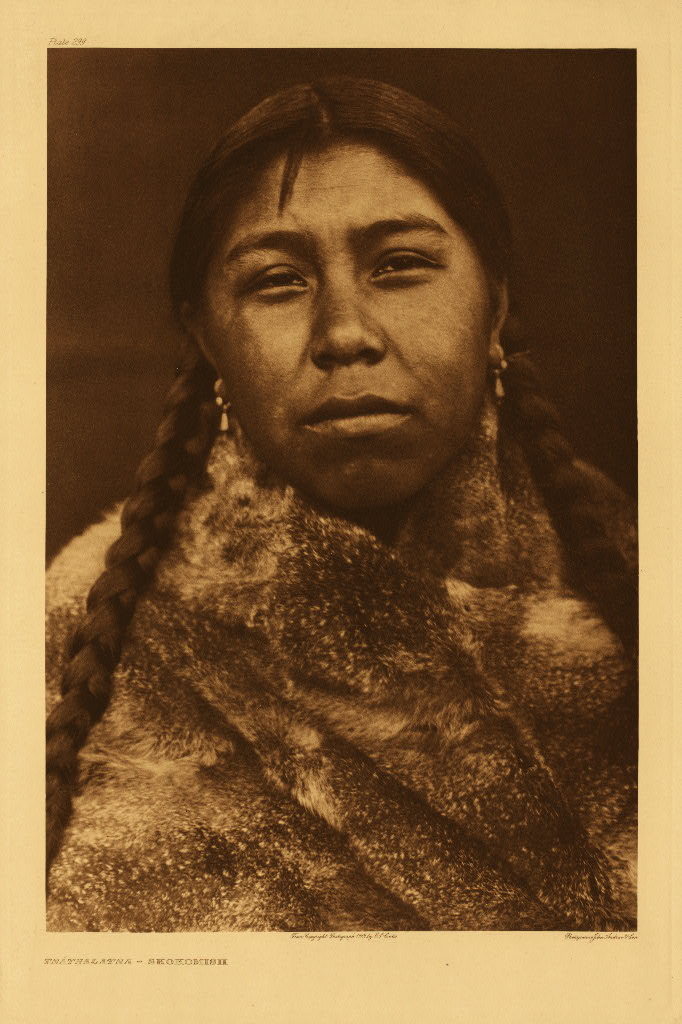
Tsatsalatsa - Skokomish by Edward S. Curtis, 1913

La tribu Skokomish, aussi connue sous le nom de Twana, est une tribu amérindienne présente dans le nord-ouest des États-Unis et plus particulièrement dans l’État de Washington. La tribu vit non loin du canal Hood, un bras de mer relié à l’océan Pacifique via le Puget Sound.
La tribu vivait de la chasse, de la pêche et de la cueillette. Elle avait une vie nomade durant les mois chauds mais résidait dans des habitations permanentes durant les hivers.
La tribu emploie le twana, une langue de la famille des langues salish.

## Réserve
La réserve amérindienne s’étend sur le comté de Mason près du cours d’eau du même nom. Elle couvre une superficie de 21,244 km2 pour 730 habitants (recensement de 2000). Cette réserve leur a été donnée à la suite de la signature d’un traité de paix en 1856. 70 % de la population habite dans la localité de Taholah, à l’embouchure du fleuve Quinault.